# كرة الهدف في الألعاب البارالمبية الصيفية 2020 - قوائم فرق السيدات
تعرض هذه المقالة قوائم جميع الفرق المشاركة في بطولة كرة الهدف للسيدات في الألعاب البارالمبية الصيفية 2020 في طوكيو.

## المجموعة ج

### أستراليا
التالي هو قائمة أستراليا في بطولة الكرة الهدف للسيدات في الألعاب البارالمبية الصيفية 2020.
| رقم | اللاعب       | الفئة | تاريخ الميلاد (العمر)     |
| --- | ------------ | ----- | ------------------------- |
| 1   | جينيفر بلو   | B3    | 10 أبريل 1991 (العمر 30)  |
| 2   | تايان تايلور | B3    | 23 مارس 1990 (العمر 31)   |
| 3   | آيمي ريدلي   | B2    | 10 يوليو 2002 (العمر 19)  |
| 7   | رايسا مارتن  | B3    | 3 مارس 1991 (العمر 30)    |
| 8   | ميكا هورسبرو | B3    | 24 فبراير 1989 (العمر 32) |
| 9   | برودي سميث   | B3    | 8 أغسطس 1998 (العمر 23)   |

### كندا
التالي هو قائمة كندا في بطولة كرة الهدف للسيدات في الألعاب البارالمبية الصيفية 2020.
| رقم | اللاعب         | الفئة | تاريخ الميلاد (العمر)      |
| --- | -------------- | ----- | -------------------------- |
| 1   | مريم صالح زاده | B2    | سبتمبر 21, 1986 (العمر 34) |
| 3   | ويتني بوغارت   | B3    | أبريل 21, 1986 (العمر 35)  |
| 4   | ميغان ماهوني   | B3    | يناير 15, 1996 (العمر 25)  |
| 5   | إيما راينك     | B3    | يونيو 22, 1998 (العمر 23)  |
| 6   | بريآن بالدوك   | B3    | ديسمبر 14, 1995 (العمر 25) |
| 7   | إيمي بورك      | B3    | مارس 17, 1990 (العمر 31)   |

### الصين
فيما يلي قائمة منتخب الصين في بطولة كرة الهدف للسيدات في دورة الألعاب البارالمبية الصيفية 2020.
| رقم | اللاعب        | الفئة | تاريخ الميلاد (العمر)     |
| --- | ------------- | ----- | ------------------------- |
| 1   | تشانغ شيلينغ  | B3    | 17 يونيو 1998 (العمر 23)  |
| 2   | كاو تشنهوا    | B1    | 23 أغسطس 1997 (العمر 24)  |
| 3   | تشين فنغتشينغ | B1    | 17 يوليو 1985 (العمر 36)  |
| 5   | تشانغ وي      | B1    | 22 ديسمبر 1989 (العمر 31) |

### إسرائيل
التالي هو قائمة منتخب إسرائيل في بطولة كرة الهدف للسيدات في دورة الألعاب البارالمبية الصيفية 2020.
| رقم | اللاعب        | الفئة | تاريخ الميلاد (العمر)     |
| --- | ------------- | ----- | ------------------------- |
| 1   | الهام ماحاميد | B3    | 16 فبراير 1990 (العمر 31) |
| 2   | نوعا مالكا    | B3    | 15 يونيو 2003 (العمر 18)  |
| 3   | جال حمراني    | B1    | 1 ديسمبر 1992 (العمر 28)  |
| 4   | اور مizrahi   | B3    | 7 مايو 1993 (العمر 28)    |
| 5   | روني اوحايون  | B2    | 8 مارس 1999 (العمر 22)    |
| 6   | ليحي بن-دافيد | B1    | 8 ديسمبر 1995 (العمر 25)  |

### اللجنة البارالمبية الروسية
القائمة التالية تمثل تشكيلة اللجنة البارالمبية الروسية في بطولة الكرة الهدف للسيدات في الألعاب البارالمبية الصيفية 2020.
| الرقم | لاعب              | التصنيف | تاريخ الميلاد (العمر)     |
| ----- | ----------------- | ------- | ------------------------- |
| 1     | أرينا جيراسيموفا  | B3      | 7 يناير 1998 (العمر 23)   |
| 2     | إيفنجيا سيمينا    | B2      | 16 أبريل 1994 (العمر 27)  |
| 5     | أناستاسيا مازور   | B3      | 28 يونيو 1990 (العمر 31)  |
| 7     | إيرينا أريستوفا   | B3      | 14 سبتمبر 1995 (العمر 25) |
| 8     | يوليا خرابكوفا    | B3      | 18 يونيو 1996 (العمر 25)  |
| 9     | أناستاسيا تشودينا | B3      | 8 يناير 1994 (العمر 27)   |

## المجموعة د

### البرازيل
فيما يلي قائمة البرازيل في بطولة كرة الهدف للسيدات في الألعاب البارالمبية الصيفية 2020.
| الرقم | اللاعب                      | التصنيف | تاريخ الميلاد (العمر)     |
| ----- | --------------------------- | ------- | ------------------------- |
| 2     | أنا غابريلي أسونساو         | B3      | 15 أغسطس 1990 (العمر 30)  |
| 3     | أنا كارولينا كوستوديو       | B2      | 23 أبريل 1987 (العمر 33)  |
| 5     | مونيزا أبريشيدا دي ليما     | B2      | 16 أبريل 1998 (العمر 22)  |
| 7     | كاتيا أبريشيدا فيريرا سيلفا | B1      | 24 أبريل 1995 (العمر 25)  |
| 8     | جيسيكا غوميس                | B3      | 22 يوليو 1993 (العمر 27)  |
| 9     | فيكتوريا أموريم             | B1      | 29 نوفمبر 1997 (العمر 22) |

### مصر
فيما يلي قائمة منتخب مصر في بطولة السيدات لكرة الهدف في دورة الألعاب البارالمبية الصيفية 2020.
| رقم. | اللاعب             | الفئة | تاريخ الميلاد (العمر)     |
| ---- | ------------------ | ----- | ------------------------- |
| 1    | حنان طلبة          | B1    | 20 نوفمبر 1995 (العمر 25) |
| 2    | إسراء وليد عزالدين | B2    | 27 يوليو 2002 (العمر 19)  |
| 3    | جهاد عزالدين       | B2    | 8 يوليو 1999 (العمر 22)   |
| 4    | إسراء جادالله      | B2    | 1 مارس 2003 (العمر 18)    |
| 5    | حسناء الجابري      | B2    | 4 مارس 1996 (العمر 25)    |
| 6    | آية أحمد           | B1    | 6 ديسمبر 1995 (العمر 25)  |

### اليابان
التالي هو قائمة اليابان في بطولة كرة الهدف للسيدات في الألعاب البارالمبية الصيفية 2020.
| الرقم | اللاعب          | الفئة | تاريخ الميلاد (العمر)     |
| ----- | --------------- | ----- | ------------------------- |
| 1     | يوكي تيمّا       | B1    | 26 يوليو 1990 (العمر 31)  |
| 2     | ريي أوراتا      | B1    | 1 يوليو 1977 (العمر 44)   |
| 3     | إيكو كاكهاتا    | B3    | 19 فبراير 1993 (العمر 28) |
| 6     | نوريكا هاجيوارا | B2    | 2 فبراير 2001 (العمر 20)  |
| 7     | رييكو تاكاهاشي  | B1    | 20 مارس 1998 (العمر 23)   |
| 8     | هاروكا واكاسوجي | B1    | 23 أغسطس 1995 (العمر 26)  |

### تركيا
التالي هو قائمة تركيا في بطولة كرة الهدف للسيدات في دورة الألعاب البارالمبية الصيفية 2020.
| رقم | اللاعب          | الفئة | تاريخ الميلاد (العمر)     |
| --- | --------------- | ----- | ------------------------- |
| 1   | فاطمة غول غولر  | B2    | 12 فبراير 2004 (العمر 17) |
| 2   | ريحان يلماز     | B2    | 18 نوفمبر 2001 (العمر 19) |
| 3   | سيفدا ألتونولوك | B2    | 1 أبريل 1994 (العمر 27)   |
| 4   | شييدانور كابلان | B2    | 23 مارس 2000 (العمر 21)   |
| 6   | قدر جيليك       | B2    | 1 يناير 2001 (العمر 20)   |
| 7   | سفتاب ألتونولوك | B2    | 10 يناير 1995 (العمر 26)  |

### الولايات المتحدة
فيما يلي قائمة الولايات المتحدة في بطولة كرة الهدف للسيدات في دورة الألعاب البارالمبية الصيفية 2020.
| الرقم | اللاعب         | التصنيف | تاريخ الميلاد (العمر)      |
| ----- | -------------- | ------- | -------------------------- |
| 3     | ليسا تشكوفسكي  | B2      | مايو 29, 1979 (العمر 42)   |
| 4     | أسيا ميلر      | B3      | أكتوبر 16, 1979 (العمر 41) |
| 5     | أماندا دنيس    | B2      | فبراير 5, 1994 (العمر 27)  |
| 6     | ميندي كوك      | B3      | سبتمبر 23, 1988 (العمر 32) |
| 7     | إليانا ماسون   | B2      | سبتمبر 1, 1995 (العمر 25)  |
| 9     | ماريباي هوكينغ | B2      | نوفمبر 11, 1996 (العمر 24) |